# Peter Hausner
Peter Jacob Hausner (født 17. september 1963) er en dansk animator og filminstruktør, der primært beskæftiger sig med kortfilm. Han er særligt kendt for sine filmatiseringer af børnebøger, såsom Mis med de blå øjne (1995), tv-serien Sallies historier (1998) og Aben Osvald (2001). Sidstnævnte film er inkluderet i dvd-samlingerne 3 tegnefilm for de yngste (2001) og Filmperler for de mindste (2007). Hausner har også samarbejdet med instruktørerne Søren Tomas, Karsten Mungo Madsen og Snobar Avani.
Hans første filmprojekt var Valhalla (1986), hvor han arbejdede som assistent. Senere var Hausner en af animatorerne bag serien Thomas og Tim (1993). I nyere tid er han også kendt for at være med til at udvikle tv-serien Lego Ninjago (2011-2022) og kortfilmen Tre tosser (2014). Han vendte i 2024 tilbage som producer på den animeret dokumentarfilm Drøm.